# كوجي إيزومي
كوجي إيزومي (باليابانية: 江角 浩司) (18 ديسمبر 1978 في شيمانه في اليابان – )؛ هو لاعب كرة قدم ياباني سابق كان يلعب كحارس مرمى.

## وصلات خارجية
- كوجي إيزومي على موقع رابطة كرة القدم اليابانية للمحترفين (اليابانية)
- كوجي إيزومي على موقع قاعدة بيانات كرة القدم.إي يو (الإنجليزية)
- كوجي إيزومي على موقع Soccerway.com (الإنجليزية)
- كوجي إيزومي على موقع عالم كرة القدم.نت (الإنجليزية)
- كوجي إيزومي على موقع كووورة